# Disophrys quadrifossulata
Disophrys quadrifossulata är en stekelart som först beskrevs av Günther Enderlein 1920.  Disophrys quadrifossulata ingår i släktet Disophrys och familjen bracksteklar. Inga underarter finns listade i Catalogue of Life.